# Crypto AG
Pour les articles homonymes, voir Crypto.

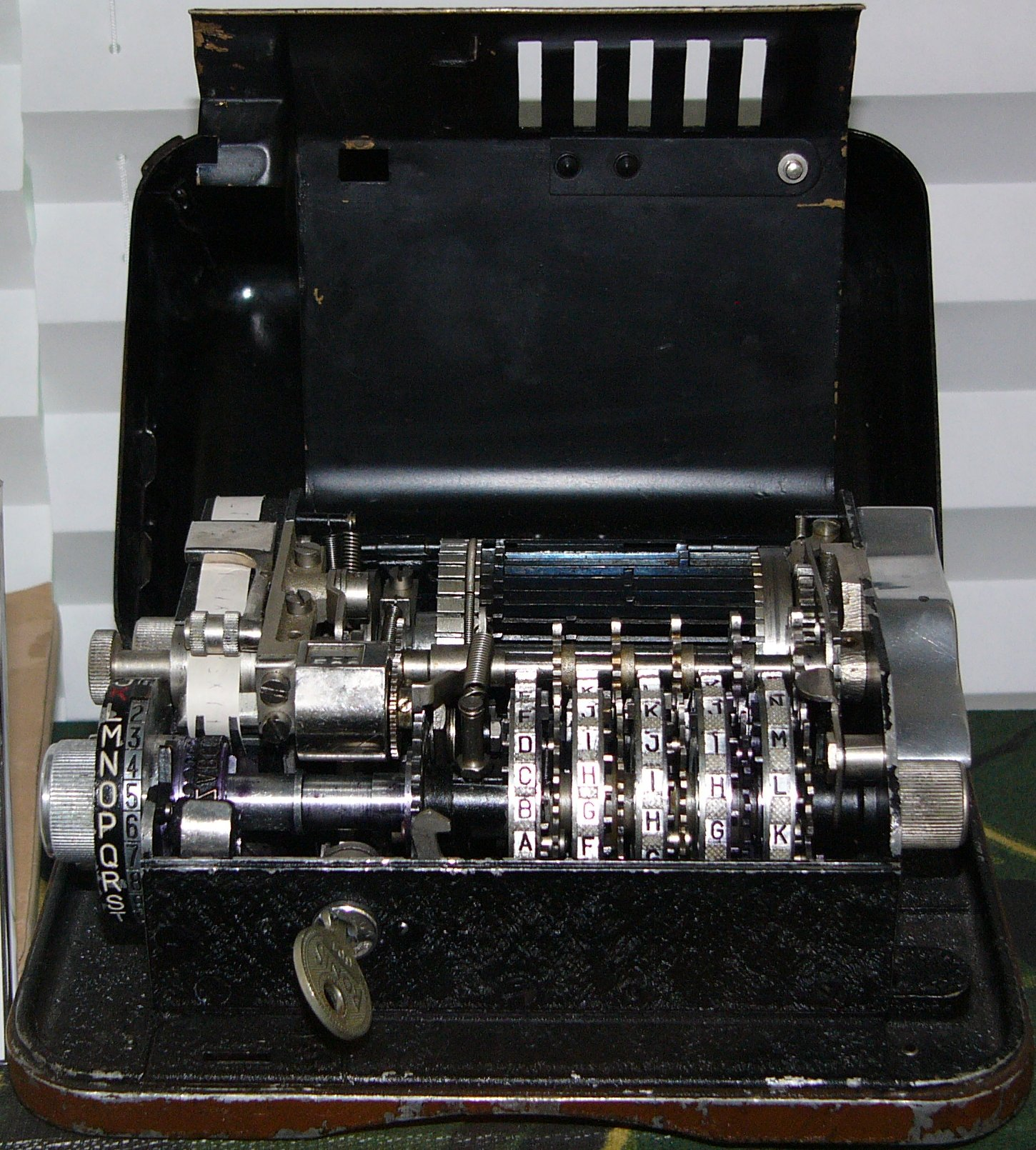
Machine à chiffrer Crypto AG modèle C-36.

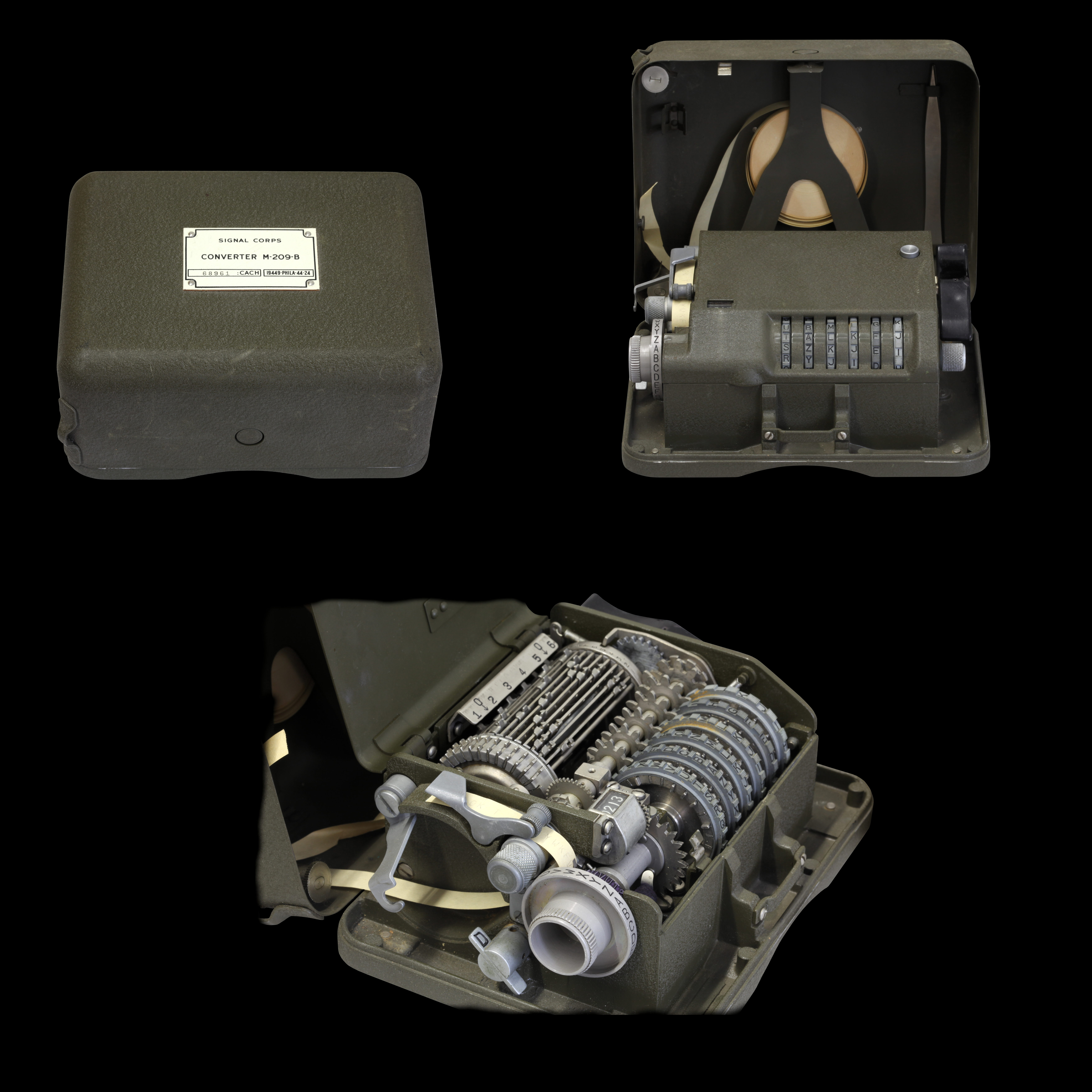
Machine à chiffrer Crypto AG modèle M-209.

Crypto AG est une entreprise suisse basée à Steinhausen, dans le canton de Zoug, et spécialisée dans les télécommunications et la cryptographie. L'entreprise a une grande expérience en tant que constructeur de dispositifs de chiffrement, achetés par des gouvernements du monde entier pour assurer la confidentialité de leurs communications diplomatiques ou militaires. 
En décembre 1995, dans une série d'articles sur la NSA, le Baltimore Sun donne de nombreux détails sur les liens de Crypto AG avec les services de renseignements américains et allemands.
En février 2020, Crypto AG est directement mise en cause en Suisse par l'affaire Cryptoleaks : la société était devenue propriété de la Central Intelligence Agency (CIA) et du Service fédéral de renseignement (BND) ouest-allemand, et elle a permis à ces deux services de déchiffrer les messages codés de plusieurs dizaines de pays entre les années 1960 et 2010. Ce vaste programme d'espionnage est connu sous le nom d'Opération Rubicon. 

## Histoire
Crypto AG est fondée en 1952 par le Suédois Boris Hagelin. Celui-ci avait hérité de l'entreprise de Arvid Gerhard Damm qui construisait des machines de chiffrement à partir d'un brevet suédois déposé en 1919. Après la mort de Damm et peu avant la Seconde Guerre mondiale, Hagelin, qui avait initialement investi dans la firme, prit sa direction. Durant la guerre, la société est dirigée depuis les États-Unis et à la fin du conflit, les activités sont transférées de la Suède vers la Suisse. Le gouvernement suédois voulait en effet s'approprier les technologies militaires et Hagelin préféra déplacer l'entreprise à l'étranger. 
Plusieurs machines célèbres sortiront des ateliers de Crypto AG : 
- C-52
- CD-57
- HX-63

## Accusations de collaboration avec la NSA
Dès les années 1960, la CIA, la NSA et les services allemands ont organisé secrètement tous les aspects du développement de Crypto : recrutements, conception mais aussi falsification des appareils au moyen d'un système de porte dérobée, et ventes. Intéressés par ce partenariat, les services français en ont été exclus en 1969, sur ordre des États-Unis.
Le système fut utilisé dans le cadre du plan Condor par plusieurs dictatures sud-américaines, avec l'assentiment de la CIA, pour traquer et éliminer les opposants à ces dictatures.
L'Union soviétique et la Chine, méfiantes, n'ont jamais compté parmi les clients de Crypto. La CIA a cependant pu prendre connaissance d'une partie de leurs échanges grâce à des pays tiers munis d'appareils trafiqués. La CIA estime avoir pu lire 80 à 90 % des messages codés iraniens envoyés à la fin des années 1980. L'Iran a développé des soupçons à l'égard de l'entreprise au début des années 1990.
L'importance de Crypto AG sur le marché de la sécurité est allée en décroissant, les produits de la société étant progressivement dépassés par l'essor des technologies de chiffrement en ligne. Bientôt, les services de renseignements allemands en sont venus à considérer que l'opération était trop risquée, et se sont donc désengagés de l'entreprise au début des années 1990. La CIA a cependant poursuivi ses activités jusqu'en 2018.
Crypto AG a été accusée d'avoir volontairement introduit des failles dans ses machines pour permettre un déchiffrement des messages par des agences gouvernementales dont la NSA. Entre 1960 et 1990, en pleine Guerre froide, Crypto AG était la référence en matière de chiffrement et elle produisait des machines pour les pays du monde entier. Mais la NSA s'inquiétait de ne pouvoir déchiffrer des messages étrangers et entreprit alors des démarches auprès des fabricants européens dont Crypto AG. Selon le journaliste Duncan Campbell, auteur d'un rapport pour le Parlement européen concernant le renseignement d'origine électromagnétique, « la NSA s'arrangea pour trafiquer les systèmes de chiffrement vendus par Crypto AG, permettant ainsi aux agences UKUSA de lire le flux de messages diplomatiques et militaires codés de plus de cent trente pays. L'intervention secrète de la NSA se fit par l'intermédiaire du propriétaire-fondateur de la compagnie, Boris Hagelin, et consistait en visites périodiques de "consultants" américains travaillant pour la NSA », dont Nora L. Mackebee.
Boris Hagelin aurait alors rencontré le célèbre cryptanalyste de la NSA, William Friedman, qui lui aurait proposé un accord secret en lui demandant de livrer des machines truquées afin de pouvoir écouter les conversations de 130 pays en Europe de l'Ouest et de l'Est au profit des États-Unis et ce durant 40 ans. Il est probable que la NSA demanda à Boris Hagelin les plans et les modifications apportées sur les machines livrées à des pays étrangers, et plus particulièrement aux membres importants des Nations unies. 
Ces accusations ont été contestées par Crypto AG qui, en tant qu'entreprise basée en Suisse, un pays neutre, a affirmé avoir toujours résisté aux pressions extérieures.
Le 15 mars 2021, le Conseil national rejette par 122 voix contre 67 des initiatives parlementaires des groupes socialiste et des Verts pour une commission d'enquête parlementaire[Information douteuse] jugeant que tous les documents sur l'affaire ont déjà été analysés.

### Autres affaires
Il est à noter que deux affaires sont liées aux soupçons concernant Crypto AG.
La première concerne l'attentat qui a eu lieu le 5 avril 1986 dans une discothèque de Berlin-Ouest. Ronald Reagan a déclaré alors aux médias que les services américains avaient intercepté un câble diplomatique entre Tripoli et l'ambassade libyenne à Berlin-Est. Le contenu de ce câble laissait entendre l'implication de la Libye dans l'attentat. Or la Libye utilisait les machines de Crypto AG pour ses câbles diplomatiques.
La deuxième affaire concerne l'assassinat, le 6 août 1991, de l'ancien premier ministre iranien Chapour Bakhtiar.  Le 7 août 1991, un jour avant que le corps de Bakhtiar ne soit découvert, les services secrets iraniens transmettent un message codé aux ambassades iraniennes, leur demandant « Bakhtiar est-il mort ? ». Les gouvernements occidentaux ayant pu déchiffrer cette transmission, les soupçons iraniens se portent donc sur leur équipement de chiffrement acheté à Crypto AG. L'Iran arrête le 18 mars 1992 Hans Bühler (ingénieur)  (d) , le représentant commercial en Iran de Crypto AG. Il est libéré le 4 janvier 1993 après que Crypto AG a versé 1,5 million de dollars (ou un million) et l'a licencié. À son retour en Suisse, il  a des soupçons et cherche à les étayer. Mais en 1995, Crypto AG attaque en justice Hans Bühler, qui avait relaté des faits d'espionnage remontant à 1957. Un accord est finalement conclu avec Bühler, qui accepte de garder le silence et de payer 100 000 francs suisses pour chaque violation de cet accord.
En février 2020, des confirmations et des révélations supplémentaires sont publiées par le Washington Post, la télévision allemande ZDF et la radio-télévision suisse SRF,.

## Filmographie et bibliographie
- La Suisse sous couverture: Agents infiltrés.  Épisode 1 : Agents doubles;  Épisode 5 : La crypto révolution. Web-série diffusée par la Radio télévision suisse en novembre 2019[5]. (Regarder en ligne - Consulté le 21 février 2020)
- Nicole Vögele et Fiona Endres, "Opération Rubicon", un réseau d'espionnage au cœur de la Suisse, reportage diffusé dans l'émission Temps présent de la RTS du 13 février 2020. Voir en ligne (56') - consulté le 13 février 2020).
- Res Strehle, Verschlüsselt – Der Fall Hans Bühler, Werd Verlag, 1998  (ISBN 3-85932-141-2). (Lire en ligne - Consulté le 21 février 2020)